# Elytrogonus
Elytrogonus är ett släkte av skalbaggar. Elytrogonus ingår i familjen vivlar.

## Dottertaxa tillElytrogonus, i alfabetisk ordning[1]
- Elytrogonus acuticauda
- Elytrogonus alatus
- Elytrogonus ambrymensis
- Elytrogonus anamensis
- Elytrogonus angulatus
- Elytrogonus bicolor
- Elytrogonus bivittatus
- Elytrogonus bryani
- Elytrogonus caudatus
- Elytrogonus cervinus
- Elytrogonus cinctus
- Elytrogonus coquereli
- Elytrogonus dentipennis
- Elytrogonus divaricatus
- Elytrogonus durvillei
- Elytrogonus evansi
- Elytrogonus expansus
- Elytrogonus forcipatus
- Elytrogonus granatus
- Elytrogonus greenmoodi
- Elytrogonus griseus
- Elytrogonus horizontalis
- Elytrogonus karenni
- Elytrogonus labrami
- Elytrogonus lapeyrousei
- Elytrogonus leveri
- Elytrogonus maculicollis
- Elytrogonus marginatus
- Elytrogonus matukuanus
- Elytrogonus moalensis
- Elytrogonus obtusatus
- Elytrogonus orbtritus
- Elytrogonus otiorrhynchoides
- Elytrogonus panici
- Elytrogonus papuanus
- Elytrogonus prasmins
- Elytrogonus protensis
- Elytrogonus risbeci
- Elytrogonus rusticus
- Elytrogonus samoënsis
- Elytrogonus santicolus
- Elytrogonus serrulatus
- Elytrogonus setiventris
- Elytrogonus smaragdus
- Elytrogonus smimondsi
- Elytrogonus squamatus
- Elytrogonus subangulatus
- Elytrogonus subvittatus
- Elytrogonus vanikorae
- Elytrogonus varicosus